# ناحیه بئر مراد رایس
ناحیه بئر مراد رایس (به عربی: دائرة بئر مراد رایس) یک ناحیه در الجزایر است که در استان الجزیره واقع شده‌است. ناحیه بئر مراد رایس ۲۴۸٬۱۸۲ نفر جمعیت دارد.